# 吕特雷-栋皮埃尔
吕特雷-栋皮埃尔（法語：Luitré-Dompierre，法語發音：[lɥitʁe dɔ̃pjɛʁ]）是法国伊勒-维莱讷省的一个市镇，属于富热尔-维特雷区。该市镇于2019年由原市镇吕特雷和栋皮埃尔迪舍曼合并而成，行政中心位于吕特雷。

## 地理
吕特雷-栋皮埃尔（48°17'0"N, 1°7'7"W）面积38.83 平方千米，位于法国布列塔尼大區伊勒-维莱讷省，该省份为法国西北部沿海省份，位于布列塔尼半岛东部，北濒大西洋，西接阿摩尔滨海省和莫尔比昂省，南至大西洋卢瓦尔省，西南端接曼恩-卢瓦尔省，东临马耶讷省，东北与芒什省接壤。
与吕特雷-栋皮埃尔接壤的市镇（或旧市镇、城区）包括：雅沃内、拉塞勒昂吕特雷、拉佩勒里讷、圣皮埃尔德朗德、瑞维涅、普兰塞、旺德莱地区沙蒂永、帕尔塞、拉沙佩勒-弗勒里涅。
吕特雷-栋皮埃尔的时区为UTC+01:00、UTC+02:00（夏令时）。

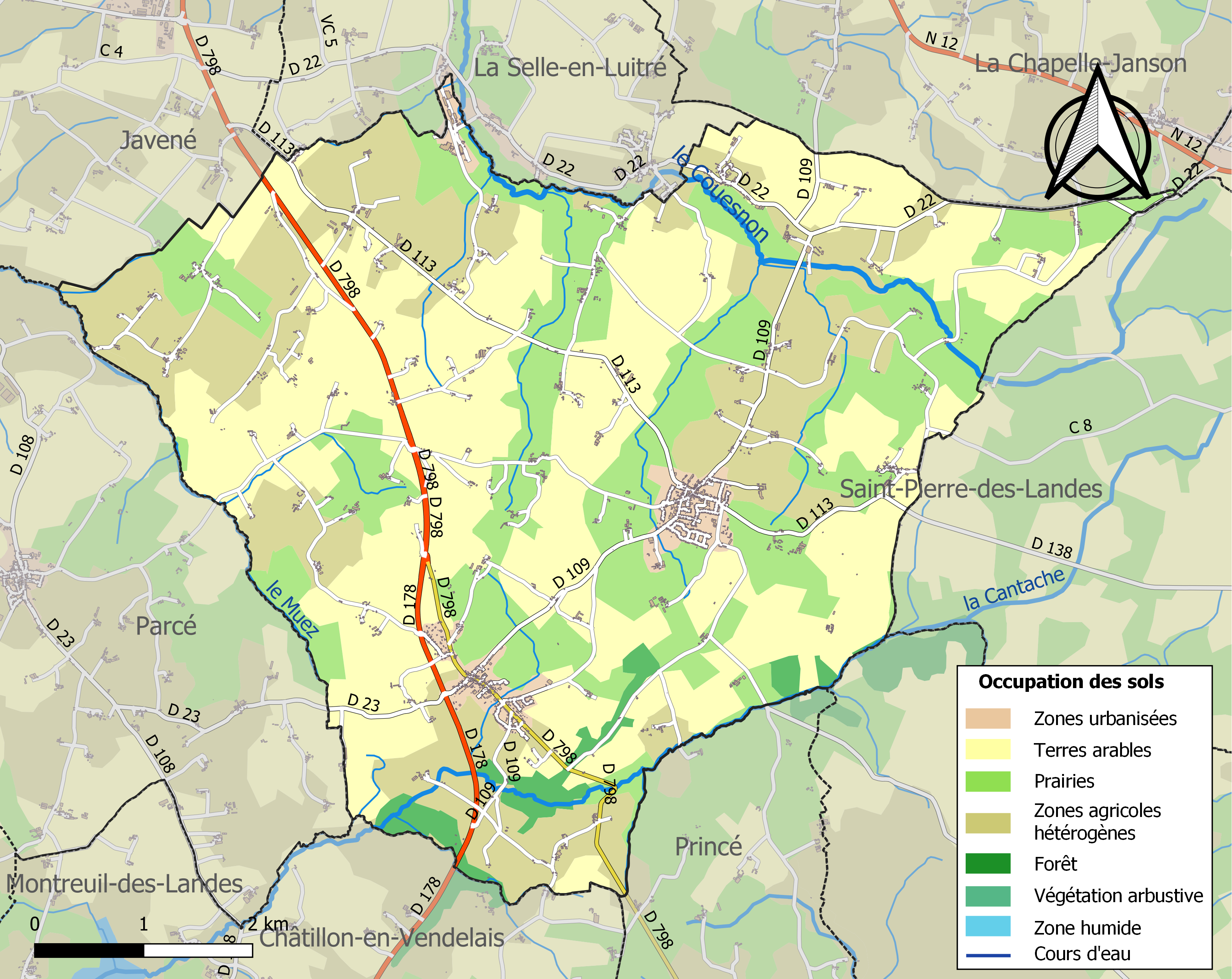
吕特雷-栋皮埃尔的OSM定位图

## 行政
吕特雷-栋皮埃尔的邮政编码为35133，INSEE市镇编码为35163。

## 政治
吕特雷-栋皮埃尔所属的省级选区为富热尔第二县。

## 人口
吕特雷-栋皮埃尔于2022年1月1日时的人口数量为1844人。